# Amana (organisation)
Pour les articles homonymes, voir Amana.
Amana, en hébreu : אמנה, est un mouvement de colonisation (en) israélien en Cisjordanie, territoire palestinien occupé. L'organisation a été fondée en 1976 par le Gush Emunim (le « Bloc des croyants »),. Elle construit des colonies ainsi que des avant-postes illégaux. Elle contrôle une entreprise de construction commerciale, Binyanei Bar Amana.
Son objectif affiché est d'établir un million d'Israéliens juifs en Cisjordanie. 

## Histoire
Amana est dirigée par un ancien membre de groupe terroriste juif, Ze'ev Hever, déjà emprisonné pour ce motif. Ze'ev Hever, opposant résolu à la création d'un Etat palestinien, contrôle en 2002 70 colonies, soit à cette époque la moitié des colonies israéliennes. Il est un ami personnel du Premier ministre Ariel Sharon, qui a soutenu les projets de Ze'ev Hever en matière de colonisation.
Les colonies initiales que l'organisation a développées, sont Ofra (en), Mevo Modi'in (en), Kedumim (en), et Ma'aleh Adumim.
Amana devient une association enregistrée en 1978,. Le mouvement a également été reconnu par l'Organisation sioniste mondiale. Au fil du temps, Amana devient pratiquement indépendant de Gush Emunim.

## Enquêtes
En 2016, une enquête conduite par la brigade anti-fraude de la police israélienne révèle que 14 des 15 acquisitions de terres palestiniennes en Cisjordanie, effectuées par Al-Watan, une société appartenant à Amana, avaient été falsifiées. 
Selon Haartez, Amana « a contribué à la construction d’avant-postes illégaux, parfois sur des terres privées palestiniennes ; elle a été impliquée dans des affaires  de signature de faux documents et de fausses déclarations pour obtenir des prêts hypothécaires ; et elle refuse d’indemniser les résidents qui ont acheté des maisons à l’entreprise et qui ont ensuite été évacuées parce qu’elles avaient été construites illégalement ».

## Sanctions
En juin 2024 le Canada adopte des sanctions contre les colons extrémistes et des organisations de colons, notamment Amana,. En octobre 2024, le Royaume-Uni adopte à son tour des sanctions contre Amana,,.